# Miroslav Petříček
Miroslav Petříček (* 21. února 1951 Praha) je český filosof, estetik a překladatel, profesor na Filozofické fakultě Univerzity Karlovy. Je žákem Jana Patočky, zaměřuje se na filozofii umění, přesahy mezi filozofií, filmem, literaturou a uměním a současnou (postmoderní) francouzskou filozofií. Překládá z francouzštiny, němčiny a angličtiny; do češtiny převedl například dílo Viditelné a neviditelné Maurice Merleau-Pontyho.

## Život
Po maturitě v roce 1972 na Akademickém gymnáziu Štěpánská v Praze nemohl z kádrových důvodů studovat na vysoké škole. Do roku 1990 byl zaměstnán v Hydrometeorologickém ústavu. V letech 1971–1977 navštěvoval bytový seminář Jana Patočky. Po sametové revoluci bylo soukromé studium legalizováno a roku 1990 obdržel titul magistra na Filozofické fakultě Univerzity Karlovy. Doktorát získal v roce 1998 a habilitoval se o pět let později.
V letech 1990–1992 pracoval v Archivu Jana Patočky Centra pro teoretická studia Akademie věd České republiky a Univerzity Karlovy v Praze a externě přednášel na Filozofické fakultě UK. V roce 1992 se na dané fakultě stal interním členem Ústavu filosofie a religionistiky. V období 1992–1995 vyučoval na Středoevropské univerzitě v Praze. V letech 1998–1999 externě přednášel filozofii na Pedagogické fakultě Jihočeské Univerzity v Českých Budějovicích.
Rok 1992 strávil na studijním pobytu ve vídeňském Institut für die Wissenschaften von Menschen. Poté začal přednášet také na Akademii výtvarných umění. V roce 2001 navázal spolupráci s Centrem audiovizuálních studií FAMU. Na návrh Umělecké rady Akademie múzických umění v Praze byl v dubnu 2007 jmenován profesorem pro obor filmové, televizní a fotografické umění a nová média – teorie filmové a multimediální tvorby.
Během akademické dráhy se stal členem Vědecké rady Univerzity Karlovy i její Filozofické fakulty, dále pak členem Umělecké rady FAMU, DAMU a AMU, a Rady Filosofického ústavu. Časopis A2 zařadil jeho knihu esejů Majestát zákona. Raymond Chandler a pozdní dekonstrukce do českého literárního kánonu po roce 1989, tedy do výběru nejdůležitějších českých knih v období třiceti let od sametové revoluce.
Jeho manželkou je doktorka filozofie Taťána Petříčková. Otcem byl literární kritik a historik, překladatel Miroslav Petříček (21. 10. 1925 – 12. 6. 1996).

### Dílo
- Znaky každodennosti čili krátké řeči téměř o ničem. Herrmann & synové, Praha, 1993. 93 s. (překlad do slovinštiny: Znaki vsakdanjosti, prel. Bojana Maltarić, Apokalipsa, Ljubljana 2004).
- Úvod do (současné) filosofie. Herrmann & synové, Praha, 1991, II. vyd. 1992. 190 s.
- Majestát zákona. Raymond Chandler a pozdní dekonstrukce. Herrmann & synové, Praha, 2001. 250 s.
- Myšlení obrazem : průvodce současným filosofickým myšlením pro středně nepokročilé. Herrmann & synové, Praha 2009, 209 s., ISBN 978-80-87054-18-5
- Moderní svět v zrcadle literatury a filosofie. Herrmann & synové, Praha, 2012.
- Obraz a slovo (spolu s R. Filou). Koloman Kertész Bagala, Bratislava 2003. 83 s.
- Filosofie en noir, Praha : Univerzita Karlova, nakladatelství Karolinum, 2018. 322 s. ISBN 978-80-246-3917-8[3]
- Co je nového ve filozofii. Nová beseda, Praha, 2018. 89 s. ISBN 978-80-906751-8-6

### Spoluautorství
- Logos a svět. Oikoymenh, Praha, 1997 (kolektiv autorů: Milan Balabán, Miroslav Petříček, Jan Sokol, Pavel Kouba, Aleš Havlíček).
- Eseje o nedávné minulosti a blízké budoucnosti. G plus G, Praha, 1999 (kolektiv autorů: Jan Keller, Miroslav Petříček, Václav Bělohradský, Jiří Přibáň, Jan Gogola).
- Dublety (spolu s M. Marcellim). Kalligram, Bratislava 2002, 285 s.
- Filosofie Henri Bergsona, Oikoymenh, Praha, 2003 (kolektiv autorů: Miroslav Petříček, Anton Markoš, Josef Hrdlička, Pavel Kouba, Josef Fulka, Jakub Čapek).
- K čemu dnes humanitní vědy? Univerzita Karlova, Fakulta filozofická, Togga, Praha, 2008 (kolektiv autorů: Jiřina Šiklová, Tomáš Halík, Miroslav Verner, František Šmahel, Miroslav Petříček, Miloslav Petrusek, Rudolf Chmel, Michal Stehlík).
- 1912. 100 let od otevření Obecního domu v Praze. Arbor vitae, Obecní dům, Praha, 2012.
- Diverse. Pavel Brunclík, Praha, 2012 (úvod k fotopublikaci).
- Pohledy (které tvoří obrazy). Univerzita Karlova. Fakulta pedagogická, Praha, 2012 (s Martinem Velíškem).

### Překlady
- F.W.J. Schelling. Filosofická zkoumání lidské svobody. Praha: Filosofický ústav, 1992.
- Mýtus, epos a logos. Sestavil P. Rezek. Praha: OIKOYMENH 1991.
- Idea, hypotéza a otázka (E. Zeller, H. Cherniss, W. Wieland, R. Robinson aj.). Sestavil P. Rezek. Praha: OIKOYMENH 1991.
- E. Fink. Hra jako symbol světa. Praha: Český spisovatel, 1993, 268 s.
- J. Derrida. Texty k dekonstrukci. Bratislava: Archa, 1993, 330 s.
- Myšlení o divadle I. - II. (spolu s L. Majorem a M. Havelkou). Praha: Herrmann, 1993.
- R. Barthes. Světlá komora. Vysvětlivka k fotografii. Bratislava: Archa, 1994, Filosofie do kapsy sv. č. 14, 107 s. 2. opravené vyd. Fra 2005.

- V. Descombes. Stejné a jiné. Čtyřicet pět let francouzské filosofie (1933–1978). Praha: OIKOYMENH, 1995, 181 s.
- R. Barthes. Úvod do strukturální analýzy vyprávění. In: Text 1/1994, Bratislava, s. 70 - 96.
- W. Welsch. Naše postmoderní moderna (spolu s I. Ozarčukem). Zvon, Praha 1994.
- Maria Fürst. Filozofie, Praha: Fortuna, 1994.
- E. Durozoi - A. Roussel: Filozofický slovník, EWA, Praha 1994 (zpracování hesel z české filosofie)
- Ernst Jünger. Chůze lesem (spolu s J. Němcem). Praha: OIKOYMENH, 1995, 64 s.
- Thomas Bernhard. Wittgensteinův synovec, Praha: Prostor, 1996, 140 s.
- E. Levinas. Totalita a nekonečno (spolu s J. Sokolem). Praha: OIKOYMENH, 1997, 274 s.
- M. Foucault. Myšlení vnějšku (spolu s Č. Pelikánem, S. Poláškem, P. Soukupem a K. Theinem). Praha: Herrmann, 1996.
- M. Merleau-Ponty. Viditelné a neviditelné. Praha: OIKOYMENH, 1999, 268 s.
- T. Bernhard. Korektura. Praha: Prostor 1999, 300 s.
- J. Baudrillard. Amerika. Praha: Dauphin 2000, 156 s.
- M. Frank. Co je neostrukturalismus?, Praha: SOFIS, 2000, 433 s.
- Thomas Bernhard. Ungenach. Moušlování. In Tři novely, Praha: Prostor, 2000, 160 s.
- E. Husserl. Idea fenomenologie. Praha: OIKOYMENH 2001, 150 s.
- E. Graeser, Dějiny řecké filosofie. Praha: OIKOYMENH 2001, 445 s.
- J.-F. Lyotard, Putování a jiné eseje, Herrmann, Praha 2001, 150 str..
- P. Ricoeur, Čas a vyprávění I (spolu s A. Dvořáčkovou), OIKOYMENH, Praha 2001.
- Niklas Luhmann, Láska jako vášeň, Prostor, Praha 2002.
- Paul Ricoeur, Čas a vyprávění, OIKOYMENH, Praha 2003.
- Michel Foucault, Dějiny sexuality III (spolu s. L. Šerým a J. Fulkou, Herrmann, Praha 2003.
- Thomas Bernhard, Je to komedie? Je to tragédie?, (spolu s T. Dimterem aj.), Prostor 2003.
- Thomas Bernhard, Chůze, Prostor, Praha 2005.
- Giovanna Borradori, Filosofie v době teroru , Karolinum 2006.
- Jean-Paul Sartre, „Transcendence ega“, in: J.-P. Sartre, Vědomí a existence, OIKOYMENH 2006
- Robert Burton, Anatomie melancholie, Prostor 2007.
- Paul Ricoeur, Čas a vyprávění III, OIKOYMENH, 2008.
- Wolfgang Röd, Filosofie konce 19. století a 20. století
- Boyer d'Argens, Vivant Denon, Vášeň a rozum, Prostor 2008 ISBN 978-80-7260-193-6
- Pietro Pomponazzi, O nesmrtelnosti duše, OIKOYMENH (v tisku)
- Thomas Bernhard, Na výšině, Prostor, Praha 2009
- Thomas Bernhard, Mé ceny, Prostor, Praha 2009
- F.W.J. Schelling, Výbor z díla, OIKOYMENH 2010
- Gilles DELEUZE, Pusté ostrovy a jiné texty. Herrmann a synové 2010, 334 str. ISBN 978-80-87054-19-2
- G. Deleuze, Logika smyslu, Karolinum 2013 ISBN 978-80-246-2235-4

### Články (výběr)
- Krajiny duše, Umění 44, 1996, s. 9-15
- The Unconscious in Painting, Umění 56, 2008, s. 321-324